# Andromma raffrayi
Andromma raffrayi är en spindelart som beskrevs av Simon 1899. Andromma raffrayi ingår i släktet Andromma och familjen månspindlar. Utöver nominatformen finns också underarten A. r. inhacorense.